# Litkai Gergely
Litkai Gergely (Budapest, 1976. október 19. –) Karinthy-gyűrűs magyar humorista, forgatókönyvíró, főszerkesztő.

## Magánélete
Édesapja Litkai Ferenc, édesanyja Horváth Ildikó. Testvére nincs. Az Erzsébetváros Városligethez közeli, közkeletű nevén Csikágó nevű részén nőtt fel, majd Rákoscsaba-Újtelepre költözött. Korábban ügyvédként dolgozott; nős; Budapest IX. kerületében él.

## Életrajza
Gimnáziumi tanulmányait a budapesti Eötvös József Gimnáziumban végezte, ezután az Eötvös Loránd Tudományegyetem jogi karán szerzett jogászdiplomát. Egyetemi tanulmányaival párhuzamosan az HBO Mennyi?! Harminc! című műsorában szerepelt. 1998-ban megnyerte a Magyar Rádió humorfesztiválját szerzői kategóriában. A Hócipő szatirikus kéthetilapban önálló rovatot vezet Lehoczki Károly karikatúra rajzolóval közösen, amely elektronikus formában is megjelenik Villanyállat címmel. Számos lap szerzője, forgatókönyvíró, olyan tévéműsorok ötletembere, mint például az Esti Showder Fábry Sándorral.

## Munkássága
Számos kabaréműsor konferansziéja, önálló performanszok renbszeres szerzője a Rádiókabaréban. Rendszeresen publikál. Kereskedelmi rádiókban kezdte el a pályafutását ötletemberként, majd a kereskedelmi televíziók létrejötte után számos műsor háttérembere, így dolgozott Friderikusz Sándor Meglepő és mulatságos, Osztálytalálkozó és Fantasztikus Európa, valamint Hajós András Késő Este Hajós Andrással című műsorában is. Humorista tevékenysége mellett forgatókönyveket ír, és egy áldokumentumfilmet is készít Tóth Barnabással közösen 2001-ben Az ember, akit kihagytak címmel, melynek főszereplője Csányi Sándor. A film egy Bibó kollégiumban végzett diák kudarcos életét dolgozza fel, aki nem jutott fontos politikai beosztásokhoz, hanem egy kozmetikai cég ügynöke lett. A 2006-os humorfesztivál szerkesztője és szóvivője. Az első magyarországi Stand-up comedy színpad, a Godot Dumaszínház elindítója – Ardai Tamással, valamint Sáfár Zoltánnal közösen. A teátrum főszerkesztőjeként sikerült megvalósítania egy országos klubhálózatot, amely számottevően hozzájárult a műfaj magyarországi meghonosításához és elismertetéséhez. A Showder klub indulásakor annak szerkesztőjeként dolgozott. A 2008. október 1-jén indult magyar nyelvű Comedy Central tévécsatorna főszerkesztője, majd programigazgatója volt. 2012. április 15-én távozott a csatornától.
2012 januárjától 2013 júniusáig a Mikroszkóp Színpad művészeti vezetője.
A Munkaügyek című sorozat egyik írójaként dolgozott, Kovács András Péter és Hadházi László mellett.

## Főbb művei

### Íróként
- Nekem 8 (könyv, Hadházi Lászlóval, 2003)
- Buhera Mátrix. Összegyűjtött humoreszkek és publicisztikai írások; Delta Vision, Bp., 2003
- Megint 8 (könyv, Hadházi Lászlóval, 2004)
- Feladom! (Enki Sándor álnéven Tóth Tiborral, 2004)
- Hadházi László–Litkai Gergelyː Nekünk – nem – nyolc; Hinterland Mérnöki Iroda, Bp., 2005
- Showder a javából (könyv, szerk. Tóth Tibor, 2006)
- A föld 99 legkevésbé ismert csodája (könyv, szerkesztő, író, Hadházi László, Kovács András Péter, Pataki Balázs, 2008, második, javított kiadás 2009.)
- Litkai Gergely–Vinnai András: Fapad; Megafilm Service, Bp., 2014
- Rendszeresen publikál magazinokban, újságokban, többek között a Hócipőben, a Playboyban korábban Playboy retro címmel, a Haszon magazinban és a Kisalföldben.

### Forgatókönyvíróként
- Fehér alsó (Meskó Zsolttal, és Pacskovszky Zsolttal, 2000)
- Az ember, akit kihagytak (Tóth Barnabással, 2001)
- Egy szoknya, egy nadrág (Nógrádi Gáborral és Gyöngyössy Bencével, 2005)
- Buhera mátrix (2007)
- Papírkutyák (2009)
- Szuperbojz (2009)

### Kreatív producerként
- Cadillac Drive (2004–2006)

## Díjai
- Előttünk a XXI. század pályázat (Magyar Rádió) díja (1998)
- Magyar Rádió Humorfesztiváljának szerzői első díja (1998)
- Magyar Újságírók Országos Szövetsége Flekk díja (2000)
- Banánhéj rövidfilm-fesztivál Ezüst banán díj (2000)
- Magyar Rádió Bonbon-díja (2001, 2002, 2003, 2004)
- Open Film Festival Best OFF képzőművészeti film fődíja, a Szerezz a bátyádnak örömet c. filmért (2001)
- Open Film Festival Off levele Az ember, akit kihagytak c. filmért (2001)
- Karinthy-gyűrű (2004) Gyűrű-beszéd